# Невинные речи
«Невинные речи» — третий опубликованный сборник рассказов А. П. Чехова, вышедший из печати в 1887 году и последний, в котором он использовал свой юношеский псевдоним А. Чехонте. Издан журналом "Сверчок" на типографии братьев М. А. и Е. А. Вернеров.

## История
Предложение издать сборник поступило неожиданно в начале сентября 1887 года. Уже 13 сентября Чехов писал хозяйке усадьбы Бабкино, откуда он только что вернулся в Москву:

На днях я продал кусочек своей души бесу, именуемому коммерцией. На падаль слетаются вороны, на гениев издатели. Явился ко мне Вернер, собачий воротник, издающий книжки на французско-кафешантанный манер, и попросил меня отсчитать ему десяточек каких-нибудь рассказов посмешнее. Я порылся в своем ридикюле, выбрал дюжину юношеских грехов и вручил ему*. Он вывалил мне 150 целкашей и ушел. По условию, рассказы идут только на одно издание, за второе же издание плата особая… Не будь я безденежен, собачий воротник получил бы кукиш с маслом, но увы! я беднее, чем Ваш осёл.
Сначала Чехов планировал опубликовать 15 рассказов (7 окт Лейкину), но позже число возросло до 21.
К изданию Вернеров Чехов относился к чему-то случайному и мало серьёзному.  В четырнадцать из них он внес поправки, в двух переменил название. В своих письмах Чехов не раз резко отрицательно отзывался об этих рассказах. Однако почти все они (за исключением двух) вошли впоследствии и в собрание сочинений. Он писал брату Александру:

Не так давно, в одну из минут, когда я сидел без гроша, ко мне прибежали бр. Вернеры и, пользуясь моею нищетою, купили у меня за 150 р. 15 рассказов. Само собою, я выбрал для них рассказы поганые. Теперь читаю, что они выпустили книжку «Невинные речи А. П. Чехова». Издание изящное, но рассказы так плохи и пошлы, что ты имеешь право ударить меня по затылку, несмотря на свою бездарность. Бр<атья> Вернеры, конечно, пошлют новую книжицу в «Нов<ое> время», надеясь на то, что мне, как сотруднику, дадут отзыв в лучшем виде; ну, а я надеюсь, что «Нов<ое> время» простит мне, что я часть души своей продал нечистому, и не упомянет об этом печатно. В молчании я увижу великое одолжение.
Сборник "Невинные речи" был единственным опубликованным А. П. Чеховым в издательсвте братьев Вернеров, хотя ранее их связывали дружеские отношения. Причина разрыва, видимо, в том, что хотя рассказы были переданы братьям с правом лишь одной публикации в начале 1889 года рассказ "Дорогая собака" был перепечатан в журнале "Сверчок", № 1, под заглавием "Собака" без ведома автора.

## Состав
| № (№) | Название               | Первая публикация | Первая публикация                          | Первая публикация     | Примечания |
| № (№) | Название               | Год               | Издание                                    | Подпись               | Примечания |
| ----- | ---------------------- | ----------------- | ------------------------------------------ | --------------------- | --- |
| 1     | Скорая помощь          | 1887              | «Петербургская газета», № 168, 22 июня     | А. Чехонте            | Вошёл в сборник лишь с одной поправкой. Для издания А. Ф. Маркса текст был сокращён и внесены многочисленные изменения |
| 2     | Битая знаменитость     | 1885              | «Осколки», № 43, 26 октября                | А. Чехонте            | Первоначальное название "Битая знаменитость, или Средство от запоя (Из актёрской жизни)". При подготовке к изданию в сборнике было сокращено название, снят подзаголовок, удалены грубые выражения Гребешкова. Вошло в издание А. Ф. Маркса подназванием "Средство от запоя". |
| 3     | Ночь перед судом       | 1886              | «Осколки», № 5, 1 февраля                  | А. Чехонте            | Первоначально рассказ, сопровождённый посвящением "недавно судившемуся" Эмилю Пупу, был направлен в журнал "Стрекоза", но там он не вышел. При отправке в "Осколки" посвящение Чехов снял. При переиздании в сборнике изменён подзаголовок с "(Случай из моей медицинско-шарлатанской практики)" на окончательный вариант "(Рассказ подсудимого)", кроме того было снято обращение Зиночки к мужу "Чучело" и заключительная фраза. |
| 4     | Дорогая собака         | 1885              | «Осколки», № 45, 9 ноября                  | А. Чехонте            | В сборнике помещён без исправлений, лишь в одном месть отчество "Иваныч" было заменено на "Иванович". С историей публикаций этого рассказа связана возможная причина разрыва А. П. Чехова с братьями Вернерами, см. выше. |
| 5     | Житейские невзгоды     | 1887              | «Осколки», № 13, 28 марта                  | А. Чехонте            | В сборнике внесены небольшие стилистические правки и изменено название конторы, вместо Ф. А. Клима - Зингера. |
| 6     | Страшная ночь          | 1884              | «Развлечение», № 50, 27 декабря            | Ч. Хонте и А. Чехонте | При первом издании с подзаголовком: "Святочный рассказ. Посвящается гробокопателю М. П. Ф...у". Имелся в виду Номинальный редактор "Нового времени" М. П. Фёдоров. При публикации в сборнике был удалён подзаголовок и изменён конец, где перед P. S. стоял первый псевдоним, а после него второй. |
| 7     | Счастливчик            | 1886              | «Петербургская газета», № 121, 5 мая       | А. Чехонте            | Снят подзаголовок (Сценка), внесены несколько правок |
| 8     | Беззаконие             | 1887              | «Осколки», № 27, 4 июля                    | А. Чехонте            | Включая в сборник Чехов снял несколько фраз. Для 2-го издания "Пёстрых рассказов" также были сделаны небольшие изменения. |
| 9     | Драма                  | 1887              | «Осколки», № 24, 13 июня                   | А. Чехонте            | В сборнике "Невинные речи" перепечатан практически без изменений, при подготовке к печати во 2-м издании «Пёстрых рассказов» Чехов снял две фразы, описывающие блаженное состоятие Павла Васильевича после завтрака. Несколько правок внесены в 6-е и 10-е издания. |
| 10    | Произведение искусства | 1886              | «Осколки», № 50, 13 декабря                | А. Чехонте            | В сборнике «Невинные речи» был опубликован с несколькими стилистическими изменениями, а фамилия комика была изменена с Шапкин на Шашкин. Включен во 2-е и все последующие издания «Пёстрых рассказов». |
| 11    | То была она!           | 1886              | «Осколки», № 52, 27 декабря                | А. Чехонте            | В сборник включён без подзаголовка (Святочный рассказ) и небольшой правкой. |
| 12    | Тссс!                  | 1886              | «Осколки», № 46, 15 ноября                 | А. Чехонте            | В сборнике рассказ напечатан без изменений |
| 13    | Месть                  | 1886              | «Осколки», № 41, 11 октября                | А. Чехонте            | Известно, что хотя Н. А. Лейкину рассказ очень понравился, он самочинно внёс в нео некоторые изменения. При подготовке сборника рассказ опубликован без изменений, но без подзаголовка (Житейский водевиль). |
| 14    | На чужбине             | 1885              | «Осколки», № 41, 12 октября                | А. Чехонте            | В "Осколках" сначала рассказ был запрещён цензором и пропущен только после повторного рассмотрения в цензурном комитете. В сборник рассказ вошел с 3 незначительными поправками. Во втором издании «Пёстрых рассказов» рассказ существенно выправлен, а фамилия помещика изменена с Какишев на Камишев. |
| 15    | Один из многих         | 1887              | «Петербургская газета», № 161, 15 июня     | А. Чехонте            | При включении в сборник были сокращены две фразы. В 1889 году на основе рассказа Чехов написал одноактный водевиль "Трагик поневоле" |
| 16    | Нервы                  | 1885              | «Осколки», № 23, 8 июня                    | А. Чехонте            | Был удалён подзаголовок (Рассказ) и юмористический выпад в адрес Д. В. Аверкиева. |
| 17    | Злоумышленники         | 1887              | «Осколки», № 32, 8 августа                 | А. Чехонте            | Сделаны стилистические поправки, в издание А. Ф. Маркса рассказ не вошёл. |
| 18    | Зиночка                | 1887              | «Петербургская газета», № 217, 10 августа  | А. Чехонте            | Включая рассказ в сборник «Невинные речи», Чехов сделал незначительные изменения. Во 2-е издании «Пёстрых рассказов» фамилия героев Шабельские изменена на Иваницкие. |
| 19    | В потёмках             | 1886              | «Петербургская газета», № 253, 15 сентября | А. Чехонте            | Снят подзаголовок (Из летних воспоминаний), произведены небольшие сокращения. |
| 20    | Лишние люди            | 1886              | «Петербургская газета», № 169, 23 июня     | А. Чехонте            | М. П. Чехов считал, что в основе рассказа впечатления от дачной жизни в Сокольниках, в Богородском и других дачных посёлках. |
| 21    | Нахлебники             | 1886              | «Петербургская газета», № 246, 8 сентября  | А. Чехонте            | В сборник «Невинные речи» рассказ включён с незначительной правкой. Перед публикацией во 2-м и всех последующих изданиях «Пёстрых рассказов» сокращены обращения к читателю («Скучно читатель…»), удалены некоторые сравнения и эпитеты. Вошёл в издание А. Ф. Маркса. |

## Комментарии
1. ↑  По словам В. М. Гиляровского, Чехов дал это прозвище младшему из братьев Евгению Вернеру, известному щеголю, носившему "пальто с воротником из какого-то серого меха"[1]. Мнение, что прозвище принадлежало старшему брату Михаилу Вернеру, ошибочно.
2. ↑  11–12 ноября Ал. П. Чехов писал: «Буренин и Петерсен спрашивают, писать ли им о „Невин<ных> речах“? Ты в одном из писем ко мне запретил, а я это запрещение разблаговестил. Оба они теперь ждут твоего разрешения»[5].